# Kolonie Pod vodojemem
Kolonie Pod vodojemem je komplex funkcionalistických vil a rodinných domů z druhé poloviny 30. let 20. století pod vrcholem Žlutého kopce v Brně. Je součástí Masarykovy čtvrti na území Stránic. Tvořena je ulicí Kaplanovou a stejně dlouhým úsekem ulice Rezkovy níže ve svahu.

## Historie
Rozdělovací a zastavovací plán jižního svahu Žlutého kopce v západní části pod jeho vrcholem, na němž mělo vzniknout biskupské gymnázium, vytvořil architekt a urbanista Jindřich Kumpošt na počátku roku 1935 pro Obecně prospěšné a bytové družstvo zaměstnanců Hypoteční a zemědělské banky moravské. Jednalo se o území tvořené ulicí Pod vodojemem (nyní Kaplanova), horní částí ulice Barvičovy (po křižovatku s Wolkrovou), částí ulice Rezkovy (od prodloužení Wolkrovy ulice k Wilsonovu lesu) a částí dosud nepojmenované ulice rovněž od prodloužení Wolkrovy ulice k lesu (nyní Bohuslava Martinů). Zdejší zástavba měla být tvořena samostatnými domy a dvojdomy kolem ulic vedených po vrstevnicích. Celkem zde mělo vzniknout přes 64 vil a rodinných domů. Jednotlivé objekty byly navrhovány pro různými architekty pro konkrétní osoby. Kumpošt v roce 1937 zastavovací plán doplnil a upravil, čímž se zvýšil i počet navržených objektů. Stavba kolonie Pod vodojemem nebyla dokončena, realizováno bylo celkem 28 domů, poslední z nich v roce 1941.
V době realizace ve druhé poloviny 30. let 20. století byla kolonie urbanisticky samostatným útvarem, který tehdy nebyl stavebně propojen se zbytkem Masarykovy čtvrti. K tomu došlo postupně až po druhé světové válce, kdy byla postupně zastavěna i zbývající oblast, jež byla původně určena pro kolonii Pod vodojemem.
Postavená část kolonie Pod vodojemem byla realizována na samém okraji katastrálního území Žabovřesky, ale v roce 1969 se stala součástí nově zřízeného katastru Stránice, kam spadá i zbytek Masarykovy čtvrti.
V roce 1988 byla průčelí 26 domů coby jeden soubor zařazena mezi kulturní památky. Roku 2020 však Ministerstvo kultury České republiky na základě rozsudku Nejvyššího správního soudu rozhodlo, že se nejedná o kulturní památku, neboť soubor byl do Ústředního seznamu kulturních památek zapsán, společně s mnoha dalšími objekty, až po uplynutí lhůty dané zákonem (tzv. pozdě zapsaná památka).

## Seznam domů
| Dům                                                                     | Snímek                                                        | Původní majitel                               | Architekt                          | Rok výstavby                        | Kulturní památka    |
| ulice Kaplanova                                                         | ulice Kaplanova                                               | ulice Kaplanova                               | ulice Kaplanova                    | ulice Kaplanova                     | ulice Kaplanova     |
| ----------------------------------------------------------------------- | ------------------------------------------------------------- | --------------------------------------------- | ---------------------------------- | ----------------------------------- | ------------------- |
| Psotova vila (Kaplanova 274/1) 49°12′3,06″ s. š., 16°34′28,74″ v. d.    | Psotova vila · Kategorie „Villa Psota‎“ na Wikimedia Commons   | Ivo Váňa Psota (tanečník)                     | František Kalivoda                 | 1935–1936                           | průčelí (1988–2020) |
| Kaplanova 275/3 49°12′3,46″ s. š., 16°34′28,16″ v. d.                   |                                                               | Jan Hybášek (lékař)                           | Evžen Škarda                       | 1934–1935                           | průčelí (1988–2017) |
| Kaplanova 276/5 49°12′4,28″ s. š., 16°34′26,9″ v. d.                    |                                                               | Romuald Kostřica (lékař)                      | Evžen Škarda Jaroslav Grunt        | 1934–1935                           | průčelí (1988–2020) |
| Kaplanova 277/7 49°12′5,18″ s. š., 16°34′25,64″ v. d.                   |                                                               | Karel Rozhoň (úředník)                        | Evžen Škarda                       | pol. 30. let 20. století            | průčelí (1988–2020) |
| Kaplanova 278/9 49°12′5,4″ s. š., 16°34′25,28″ v. d.                    |                                                               |                                               | Evžen Škarda                       | pol. 30. let 20. století            | průčelí (1988–2020) |
| Patočkova vila (Kaplanova 279/11) 49°12′5,98″ s. š., 16°34′24,31″ v. d. | Psotova vila · Kategorie „Villa Patočka‎“ na Wikimedia Commons | Josef Patočka (obchodník)                     | Jiří Kroha                         | 1935–1936                           | průčelí (1988–2020) |
| horní strana ulice Rezkovy                                              |                                                               |                                               |                                    |                                     |                     |
| Rezkova 429/28 49°12′2,23″ s. š., 16°34′27,52″ v. d.                    | Rezkova 28 · Kategorie „Rezkova 28‎“ na Wikimedia Commons      | Mihajlo Rostohar (psycholog)                  | Jindřich Kumpošt                   | 1935–1936                           | průčelí (1988–2020) |
| Rezkova 431/30 49°12′2,48″ s. š., 16°34′27,05″ v. d.                    | Rezkova 30 · Kategorie „Rezkova 30“ na Wikimedia Commons      | manželé Češkovi                               | asi Jindřich Kumpošt (nepotvrzeno) | 1935–1936                           | průčelí (1988–2020) |
| Rezkova 433/32 49°12′3,13″ s. š., 16°34′25,86″ v. d.                    | Rezkova 32 · Kategorie „Rezkova 32“ na Wikimedia Commons      | Pavel Havlík (advokát)                        | Jindřich Kumpošt                   | 1935–1936                           | průčelí (1988–2020) |
| Rezkova 435/34 49°12′3,46″ s. š., 16°34′25,32″ v. d.                    | Rezkova 34 · Kategorie „Rezkova 34“ na Wikimedia Commons      | Josef Vaculík, Otakar Fiala a Ludmila Fialová | Jindřich Kumpošt                   | 1935–1937 2020 celková rekonstrukce | průčelí (1988–2019) |
| Rezkova 437/36 49°12′4,14″ s. š., 16°34′24,27″ v. d.                    | Rezkova 36 · Kategorie „Rezkova 36“ na Wikimedia Commons      | Růžena Šidlejová                              | Jindřich Kumpošt                   | 1935–1936                           | průčelí (1988–2020) |
| Rezkova 439/38 49°12′4,64″ s. š., 16°34′23,63″ v. d.                    | Rezkova 38 · Kategorie „Rezkova 38“ na Wikimedia Commons      | Bohumil Šmerka                                | Jindřich Kumpošt                   | 1937                                | průčelí (1988–2020) |
| Rezkova 441/40 49°12′5,22″ s. š., 16°34′22,66″ v. d.                    | Rezkova 40 · Kategorie „Rezkova 40“ na Wikimedia Commons      | Karel Krejča                                  | Jindřich Kumpošt                   | 1936–1937                           | průčelí (1988–2020) |
| Rezkova 443/42 49°12′5,51″ s. š., 16°34′22,19″ v. d.                    |                                                               |                                               | Jindřich Kumpošt                   | 1935–1937                           | průčelí (1988–2020) |
| dolní strana ulice Rezkovy                                              |                                                               |                                               |                                    |                                     |                     |
| Rezkova 428/27 49°12′0,43″ s. š., 16°34′28,24″ v. d.                    |                                                               |                                               | Evžen Škarda Mojmír Kyselka        | 1938–1941                           |                     |
| Rezkova 430/29 49°12′0,97″ s. š., 16°34′27,3″ v. d.                     |                                                               |                                               |                                    | 1935–1937                           | průčelí (1988–2020) |
| Rezkova 432/31 49°12′1,12″ s. š., 16°34′27,01″ v. d.                    |                                                               | Helena Hrbková                                | Jindřich Kumpošt                   | 1935–1936                           | průčelí (1988–2020) |
| Rezkova 434/33 49°12′1,26″ s. š., 16°34′26,72″ v. d.                    |                                                               |                                               |                                    | 1935–1937                           | průčelí(1988–2020)  |
| Rezkova 436/35 49°12′1,69″ s. š., 16°34′25,79″ v. d.                    |                                                               | M. Kokrhánková                                | Evžen Škarda Mojmír Kyselka        | 1935–1937                           | průčelí (1988–2020) |
| Rezkova 438/37 49°12′2,2″ s. š., 16°34′24,89″ v. d.                     |                                                               | Jarmila Břízová                               | Evžen Škarda Mojmír Kyselka        | 1935–1937                           | průčelí (1988–2020) |
| Rezkova 440/39 49°12′2,74″ s. š., 16°34′24,1″ v. d.                     |                                                               | Václav Jaroš                                  | Evžen Škarda Mojmír Kyselka        | 1935–1937                           | průčelí (1988–2020) |
| Rezkova 442/41 49°12′2,95″ s. š., 16°34′23,7″ v. d.                     |                                                               | Richard Klimeš                                | Jindřich Kumpošt                   | 1935–1936                           | průčelí (1988–2020) |
| Rezkova 444/43 49°12′3,13″ s. š., 16°34′23,38″ v. d.                    |                                                               |                                               |                                    | 1935–1937                           | průčelí (1988–2020) |
| Rezkova 445/45 49°12′3,64″ s. š., 16°34′22,66″ v. d.                    |                                                               | Alois Linhart (úředník)                       | Jindřich Kumpošt                   | 1935–1936                           | průčelí (1988–2020) |
| Rezkova 446/47 49°12′3,89″ s. š., 16°34′22,3″ v. d.                     |                                                               | Evžen Svoboda                                 | Jindřich Kumpošt                   | 1935–1936                           | průčelí (1988–2020) |
| Rezkova 447/49 49°12′4,1″ s. š., 16°34′21,97″ v. d.                     |                                                               | Bohuslav Verosta                              | Jindřich Kumpošt                   | 1935–1936                           | průčelí (1988–2020) |
| Rezkova 448/51 49°12′4,64″ s. š., 16°34′21,07″ v. d.                    |                                                               |                                               |                                    | 1935–1936                           | průčelí (1988–2020) |
| Rezkova 449/53 49°12′5,36″ s. š., 16°34′20,24″ v. d.                    |                                                               |                                               |                                    |                                     |                     |